# Kanton Matha
Matha is een kanton van het Franse departement Charente-Maritime. Het kanton maakt deel uit van het arrondissement Saint-Jean-d'Angély.

## Gemeenten
Het kanton Matha omvatte tot 2014 de volgende 25 gemeenten:
- Bagnizeau
- Ballans
- Bazauges
- Beauvais-sur-Matha
- Blanzac-lès-Matha
- Bresdon
- Brie-sous-Matha
- La Brousse
- Courcerac
- Cressé
- Gibourne
- Gourvillette
- Haimps
- Louzignac
- Macqueville
- Massac
- Matha (hoofdplaats)
- Mons
- Neuvicq-le-Château
- Prignac
- Saint-Ouen-la-Thène
- Siecq
- Sonnac
- Thors
- Les Touches-de-Périgny

Bij de herindeling van dekantons door het decreet van 27 februari 2014, met uitwerking op 22 maart 2015, werden daar 38 gemeenten aan toegevoegd, afkomstig van de opgeheven kantons Aulnay en Loulay en van het gewijzigde kanton Saint-Jean-d'Angély, namelijk:
- Antezant-la-Chapelle
- Asnières-la-Giraud
- Aulnay
- Blanzay-sur-Boutonne
- Cherbonnières
- Chives
- Coivert
- Contré
- Courcelles
- Dampierre-sur-Boutonne
- Les Éduts
- Les Églises-d'Argenteuil
- Fontaine-Chalendray
- Fontenet
- Le Gicq
- Loiré-sur-Nie
- Néré
- Nuaillé-sur-Boutonne
- Paillé
- Poursay-Garnaud
- Romazières
- Saint-Georges-de-Longuepierre
- Saint-Julien-de-l'Escap
- Saint-Mandé-sur-Brédoire
- Saint-Martial
- Saint-Martin-de-Juillers
- Saint-Pardoult
- Saint-Pierre-de-Juillers
- Saint-Pierre-de-l'Isle
- Saint-Séverin-sur-Boutonne
- Saleignes
- Seigné
- Varaize
- Vervant
- La Villedieu
- Villemorin
- Villiers-Couture
- Vinax